# Lepidocephalichthys berdmorei
Lepidocephalichthys berdmorei är en fiskart som först beskrevs av Blyth, 1860.  Lepidocephalichthys berdmorei ingår i släktet Lepidocephalichthys och familjen nissögefiskar. IUCN kategoriserar arten globalt som livskraftig. Inga underarter finns listade i Catalogue of Life.